# Джос
Джос (на английски: Jos, предишно название Баучи) е обширно плато в централните части на Нигерия, разположено североизточно от долината на река Нигер и северно от нейния най-голям приток Бенуе. Изградено е от кристалинни скали. Средната му надморска височина е 1200 – 1400 m, а максималната – връх Шере (1735 m). Над слабохълмистата му повърхност се издигат изолирани гранитни върхове, плосковърхи хълмове и конуси на угаснали вулкани. От платото водят началото си многочислени леви притоци на Нигер (Сокото, Малендо, Кадуна, Гурара и др.), десни притоци на Бенуе (Оква, Мадо, Шеманкар, Васе, Паи, Гонгола и др.) и река Комадугу-Йобе, вливаща се в езерото Чад, със своите съставящи я реки – Хадеджиа и Комадугу-Гана. Климатът е екваториално-мусонен, през лятото влажен, с годишна сума на валежите около 1000 mm. Покрито е с вторични високотревисти савани. На платото се разработват големи находища на калай, тантал и ниобий (3/4 от световния добив).